# Đầu tư trái ngược
Trong tài chính, một nhà đầu tư trái ngược là một người cố gắng thu lợi nhuận bằng cách đầu tư khác với lẽ thường, khi ý kiến đồng thuận dường như là sai.
Một nhà đầu tư trái ngược cho rằng hành vi đám đông nhất định trong các nhà đầu tư có thể dẫn đến việc định giá sai có thể lợi dụng được trong thị trường chứng khoán. Ví dụ, tình trạng bi quan phổ biến rộng rãi về một cổ phiếu có thể dẫn đến một mức giá quá thấp tới mức nó phóng đại các rủi ro của công ty, và giảm bớt triển vọng của nó trong việc trở lại khả năng sinh lời. Xác định và mua các cổ phiếu nguy nan như vậy, và bán chúng sau khi các công ty phục hồi, có thể dẫn đến lợi nhuận trên mức trung bình. Ngược lại, tình trạng lạc quan rộng rãi có thể dẫn đến việc định giá cao không hợp lý mà cuối cùng sẽ dẫn đến những vụ rớt giá, khi những kỳ vọng cao không đạt kết quả. Tránh (hoặc bán khống) các khoản đầu tư thổi phồng quá mức như thế làm giảm nguy cơ của những vụ rớt giá như vậy. Những nguyên tắc chung này có thể áp dụng ở bất kỳ đâu, cho dù vụ đầu tư đang xem xét là một loại cổ phiếu cụ thể, một lĩnh vực công nghiệp, hay toàn bộ một thị trường hoặc một lớp tài sản nào khác.
Một số nhà đầu tư trái ngược có cái nhìn thị trường gấu lâu dài, trong khi phần lớn các nhà đầu tư đặt cược vào thị trường bò. Tuy nhiên, một nhà đầu tư trái ngược không nhất thiết phải có cái nhìn tiêu cực về thị trường chứng khoán nói chung, cũng không phải anh ta phải tin rằng nó luôn luôn được định giá quá cao, hoặc là suy xét thông thường luôn luôn là sai. Thay vì thế, nhà đầu tư trái ngược luôn tìm kiếm các cơ hội để mua hoặc bán các khoản đầu tư cụ thể khi phần lớn các nhà đầu tư dường như đang làm ngược lại, đến mức mà sự đầu tư đó đã trở nên bị định giá sai. Trong khi các ứng cử viên "mua" nhiều hơn có khả năng được xác định khi thị trường suy giảm (và ngược lại), thì những cơ hội như vậy có thể xảy ra trong các thời kỳ khi toàn thị trường nói chung tăng hoặc giảm.

## Sự tương đồng với đầu tư giá trị
Đầu tư trái ngược liên quan đến đầu tư giá trị ở chỗ đầu tư trái ngược cũng tìm kiếm các khoản đầu tư bị định giá sai và mua những khoản đầu tư nào dường như bị định giá thấp bởi thị trường. Một số nhà đầu tư giá trị nổi tiếng như John Neff đã từng đặt câu hỏi liệu có cái gọi là "trái ngược" hay không, nhìn nhận nó như là đồng nghĩa về bản chất với đầu tư giá trị. Một sự khác biệt có thể là một cổ phiếu có giá trị, trong lý thuyết tài chính, có thể được xác định bởi các số liệu tài chính như giá trị sổ sách hay P/E. Một nhà đầu tư trái ngược có thể nhìn vào những số liệu này, nhưng cũng có thể quan tâm đến các biện pháp "cảm tính" liên quan đến cổ phiếu đó trong số các nhà đầu tư khác, chẳng hạn như thông tin phân tích về bên bán và các dự báo thu nhập, khối lượng giao dịch, và bình luận của phương tiện truyền thông về công ty và triển vọng kinh doanh của nó.
Trong ví dụ về một cổ phiếu đã rớt giá do bi quan quá mức, có thể thấy những điểm tương đồng với "biên độ an toàn" mà nhà đầu tư giá trị Benjamin Graham đã tìm kiếm khi mua các cổ phiếu - về bản chất - có thể mua cổ phiếu với giá giảm đến giá trị nội tại của chúng. Có thể cho rằng, biên độ an toàn có nhiều khả năng tồn tại khi một cổ phiếu đã giảm rất nhiều, và đó là loại rớt giá thường đi kèm với tin tức tiêu cực và tình trạng bi quan chung.
Cùng với điều này, mặc dù nguy hiểm hơn, là bán khống các cổ phiếu được định giá quá cao. Điều này đòi hỏi các "túi tiền to" do một chứng khoán được định giá quá cao có thể tiếp tục tăng, do sự lạc quan, trong một thời gian. Cuối cùng, người bán khống tin rằng, cổ phiếu này sẽ 'sụp đổ và bốc cháy'.

## Các nhà đầu tư trái ngược nổi tiếng
- Warren Buffett là một nhà đầu tư trái ngược nổi tiếng, người tin rằng thời gian tốt nhất để đầu tư vào một cổ phiếu là khi sự cận thị của thị trường đã cổ phiếu đó bị định giá thấp.
- Jim Rogers là một nhà đầu tư và một tác giả, người lạc quan về đầu tư trái ngược tại thị trường châu Á.
- Marc Faber là một nhà đầu tư trái ngược, người xuất bản các bản tin của Gloom Boom & Doom Report.
- David Dreman là một người quản lý tiền, thường liên quan đến đầu tư trái ngược. Ông là tác giả nhiều cuốn sách về chủ đề này và viết cột "Nhà đầu tư trái ngược" trong tạp chí Forbes.
- John Neff, người quản lý quỹ Windsor Vanguard trong nhiều năm, cũng được coi là nhà đầu tư trái ngược, mặc dù ông đã tự mô tả mình như một nhà đầu tư giá trị (và đặt câu hỏi về sự khác biệt).
- Mark Ripple là một người quản lý tiền, thường được mô tả như một nhà đầu tư trái ngược. Ông là tác giả một cuốn sách viết chi tiết về chủ đề này.

## Ví dụ về đầu tư trái ngược
Các chỉ số trái ngược thường được sử dụng cho tâm lý nhà đầu tư là chỉ số biến động (cũng được gọi không chính thức là "chỉ số sợ hãi"), như VIX, mà bằng cách theo dõi giá của các quyền chọn tài chính, đưa ra một con số đo lường cách các tác nhân thị trường này gây bi quan hay lạc quan nói chung. Một con số thấp trong chỉ số này cho thấy một triển vọng lạc quan hay tự tin nhà đầu tư hiện hành cho tương lai, trong khi một con số lớn cho thấy một triển vọng bi quan. Bằng cách so sánh VIX với các chỉ số cổ phiếu chính trong một khoảng thời gian dài, rõ ràng là các đỉnh trong chỉ số này nói chung là thể hiện những cơ hội mua tốt.
Một ví dụ khác của một chiến lược trái ngược đơn giản là Chó của chỉ số Dow. Khi mua các cổ phiếu trong chỉ số trung bình công nghiệp Dow Jones có cổ tức tương đối cao nhất, một nhà đầu tư thường mua một số công ty "nguy nan" trong số 30 cổ phiếu loại đó. Những "Chó" này có lợi tức cao không phải vì cổ tức đã được tăng lên, mà vì giá cổ phiếu của chúng giảm. Công ty đang gặp khó khăn, hoặc chỉ đơn giản là ở một điểm thấp trong chu kỳ kinh doanh của họ. Bằng cách liên tục mua những cổ phiếu như vậy, và bán chúng khi chúng không còn đáp ứng các tiêu chí, nhà đầu tư "Chó" đang mua một cách có hệ thống những cổ phiếu ít được yêu thích nhất của chỉ số Dow 30, và bán chúng khi chúng trở nên được yêu thích một lần nữa.
Khi bong bóng Dot com bắt đầu xẹp, một nhà đầu tư có thể được hưởng lợi bằng cách tránh các cổ phiếu công nghệ đã từng là đối tượng chú ý của hầu hết các nhà đầu tư. Các lớp tài sản như cổ phiếu giá trị và các tín thác đầu tư bất động sản đã phần lớn bị bỏ qua bởi các báo chí tài chính vào thời điểm đó, mặc dù định giá thấp lịch sử của chúng, và nhiều quỹ tương hỗ trong những hạng mục này đã bị mất tài sản. Các khoản đầu tư này trải nghiệm các đợt tăng mạnh giữa những đợt rớt giá lớn trong thị trường chứng khoán Mỹ nói chung khi bong bóng vỡ ra.

## Quan hệ với tài chính hành vi
Các nhà đầu tư trái ngược đang cố gắng khai thác một số nguyên tắc của tài chính hành vi, và có sự chồng lấn đáng kể giữa các lĩnh vực này. Ví dụ, các nghiên cứu về tài chính hành vi đã chứng minh rằng các nhà đầu tư như một nhóm có khuynh hướng đánh giá nặng các xu hướng gần đây khi dự đoán tương lai; một cổ phiếu kém hoàn hảo sẽ vẫn xấu, và một cổ phiếu mạnh mẽ sẽ vẫn mạnh mẽ. Điều này thêm sự tin cậy cho niềm tin của các nhà đầu tư trái ngược rằng các khoản đầu tư có thể giảm "quá chậm" trong các thời kỳ tin tức tiêu cực, do những giả định không chính xác của các nhà đầu tư khác, liên quan đến triển vọng dài hạn đối với công ty này.